# The Raven that Refused to Sing (and other stories)
The Raven That Refused to Sing (And Other Stories) —en español: 'El cuervo que se negó a cantar (y otras historias)'— es el tercer álbum de estudio del músico británico Steven Wilson, lanzado el 25 de febrero de 2013 por Kscope Music Records. Escrito entre enero y julio de 2012, incluye 6 temas basados en distintas historias sobrenaturales, 3 de los cuales con más de 10 minutos de duración.
Es el primer y único álbum en más de 35 años en el cual Alan Parsons trabaja como ingeniero sin que este sea de su discografía como solista. Fue llamado por Steven Wilson ya que deseaba que este álbum fuera grabado y mezclado lo más retro y analógico posible a gran diferencia de las tecnologías de grabación y sonidos modernos de sus trabajos anteriores tanto solistas como con Porcupine Tree.
El álbum vendió más de 100.000 copias a dos años de su lanzamiento, transformándose en el mayor éxito comercial de toda su carrera hasta ese entonces.

## Historia
Grabado en los estudios EastWest de Hollywood, Wilson contó con gran parte de la banda que lo acompañó en su gira en promoción a Grace for Drowning: Guthrie Govan (guitarra), Adam Holzman (teclados, piano), Theo Travis (saxo, flauta), Nick Beggs (bajo) y Marco Minnemann (batería). Grabaron siete canciones en siete días.[cita requerida] La temática general del disco son cuentos de fantasmas, muertes y apariciones, reiterando la afición del músico a las historias sobrenaturales y oscuras, e influenciado por su lectura de autores de comienzo del siglo XX, como Edgar Allan Poe, M.R. James, Algernon Blackwood y Arthur Machen. En una entrevista de junio del 2015, Steven reveló que la temática fue una reacción a la muerte de su padre.
Declaró que es el primer disco en el que escribe música para su banda y aprovechar su capacidad técnica, ya que es la primera formación estable en su carrera solista con la que se siente satisfecho.

### Escritura y grabación
La canción homónima del disco cuenta la historia de "un hombre viejo al final de su vida que está esperando para morir. Él piensa en un momento de su infancia cuando era increíblemente cercano a su hermana mayor. Ella era todo para él, y él era todo para ella. Por desgracia, ella murió cuando ambos eran muy jóvenes". El hombre se convence de que un cuervo, que visita su jardín, es algo como "un símbolo o una manifestación de su hermana. La cuestión es, su hermana le cantaría siempre que se sintiera con miedo o inseguro, y ella era una calma para él. En su ignorancia, decide que si puede lograr que el cuervo le cante, será la prueba final de que este es, de hecho, su hermana quien ha vuelto a llevarlo con ella hacia la otra vida". Wilson declaró que es la canción más hermosa que ha compuesto en su carrera.

## Recepción crítica
The Raven That Refused To Sing (And Other Stories) ganó el premio a álbum del año en los Progressive Music Awards de la revista Prog y fue considerado el segundo mejor disco progresivo de los últimos veinticinco años en 2015 por The Prog Report.

## Lista de canciones
| The Raven that Refused to Sing (And Other Stories) |                                  |          |  |
| N.º                                                | Título                           | Duración |  |
| 1.                                                 | «Luminol»                        | 12:10    |  |
| 2.                                                 | «Drive Home»                     | 7:37     |  |
| 3.                                                 | «The Holy Drinker»               | 10:14    |  |
| 4.                                                 | «The Pin Drop»                   | 5:03     |  |
| 5.                                                 | «The Watchmaker»                 | 11:42    |  |
| 6.                                                 | «The Raven That Refused to Sing» | 7:57     |  |
| 54:03                                              |                                  |          |  |

## Créditos
Banda
- Steven Wilson – compositor, voces, mellotron, teclados, guitarras, bajo en "The Holy Drinker"
- Guthrie Govan – guitarra principal
- Nick Beggs – bajo, Chapman Stick, coros
- Adam Holzman – teclados, órgano Hammond, piano, minimoog
- Marco Minnemann – batería, percusión
- Theo Travis – flauta, saxofón, clarinete

Músicos adicionales
- Jakko Jakszyk – voces adicionales en "Luminol" y "The Watchmaker"
- Alan Parsons – Guitarra wah-wah en "The Holy Drinker"[13]
- Sección de cuerdas por Dave Stewart, interpretado por la London Session Orchestra y grabada en Angel Studio el 17 de octubre de 2012 (solista - Perry Montague-Mason)
- Niko Tsonev – Solo de guitarra en "The Watchmaker (demo)" y guitarras adicionales en "Luminol (demo)".

Producción
- Steven Wilson – productor, mezclas
- Alan Parsons – productor asociado, ingeniero de grabación
- Brendan Dekora – asistente de ingeniero[14][15]